# Pietroasa, Argeș
Pietroasa este un sat în comuna Valea Mare Pravăț din județul Argeș, Muntenia, România.